# Jaime Puig
Jaime Puig Rofés (* 17. Juni 1957 in Montcada i Reixac, Spanien) ist ein ehemaliger spanischer Handballspieler.
Der 2,00 m große Kreisläufer begann in La Salle Montcada und spielte für Sabadell und Ripollet, bevor er 1976 mit der ersten Mannschaft von BM Granollers in der Liga ASOBAL debütierte. 1986 und 1989 gewann er die Katalanische Liga. Im Anschluss wechselte er zu TEKA Cantabria Santander, mit dem er 1990 den Europapokal der Pokalsieger, 1991 und 1992 die Copa ASOBAL sowie 1992 den spanischen Supercup gewann. Da der FC Barcelona 1991 im Europapokal der Landesmeister triumphiert hatte, durfte Santander als Vizemeister im Folgejahr ebenfalls teilnehmen. Im Finale des Europapokals der Landesmeister 1992 unterlag er Badel 1862 Zagreb. Zum Ende seiner Karriere 1993 errang er die spanische Meisterschaft und den EHF-Pokal.
Mit der Spanischen Nationalmannschaft nahm Jaime Puig an den Olympischen Spielen 1984 und 1988 teil. Er bestritt 172 Länderspiele, in denen er 486 Tore erzielte.
Sein Sohn Salvador Puig Asbert (* 1979) spielte ebenfalls erfolgreich Handball.